# 阿泽 (卢瓦-谢尔省)
阿泽（法語：Azé，法語發音：[aze]）是法国卢瓦-谢尔省的一个市镇，属于旺多姆区。

## 地理
阿泽（47°51'4"N, 0°59'55"E）面积31.93 平方千米，位于法国中央-卢瓦尔河谷大区卢瓦-谢尔省，该省份为法国中北部省份，北起厄尔-卢瓦省，东北接卢瓦雷省，东南接谢尔省，南至安德尔省，西南接安德尔-卢瓦尔省，西北接萨尔特省。
与阿泽接壤的市镇（或旧市镇、城区）包括：当泽、埃皮赛、马藏热、拉阿尔、圣旺、旺多姆、卢瓦河畔维利耶。

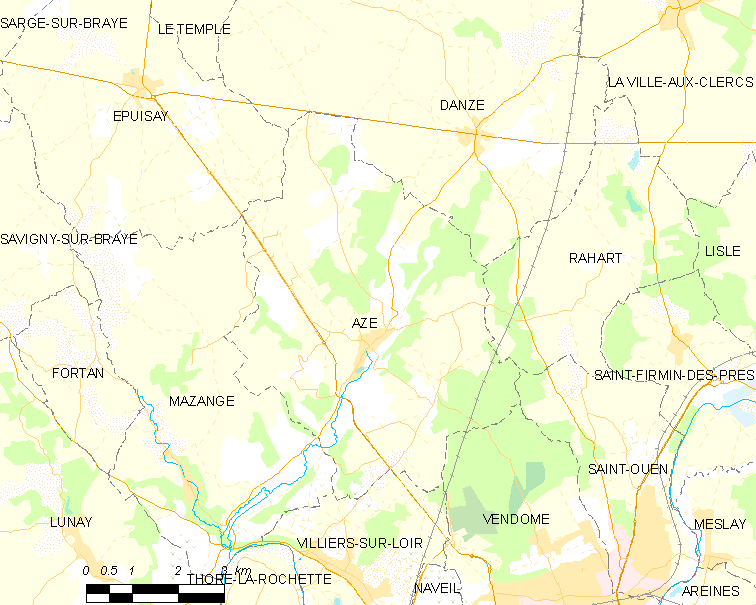
的OSM定位图

阿泽的时区为UTC+01:00、UTC+02:00（夏令时）。

## 行政
阿泽的邮政编码为41100，INSEE市镇编码为41010。

## 政治
阿泽所属的省级选区为旺多姆县。

## 人口

1962-2008年间人口变化图示

阿泽于2022年1月1日时的人口数量为986人。